# Blue Mountain State
Blue Mountain State is een Amerikaanse komedieserie die haar première had op het kanaal Spike op 11 januari 2010. De producers zijn Chris Romano en Eric Falconer en de serie is geproduceerd door Lionsgate Television. Op 21 februari 2012 maakte Spike TV bekend dat er geen vierde seizoen kwam. Vanaf 4 maart 2014 heeft Page Kennedy herhaaldelijk op z'n Instagram en Twitter samen met Darin Brooks, Alan Ritchson en andere BMS acteurs gehint naar de terugkeer van Blue Mountain State via enkele Vines en korte videos. Op 8 april werd de komst van een BMS-film bekendgemaakt op YouTube. Er werd op 15 april 2014 een Kickstarter-campagne gestart om de film te financieren.

## Onderwerp
De serie is afgeleid van de films National Lampoon's Animal House en Van Wilder en is gefocust op een football-universiteit, Blue Mountain State, en zijn vreemde team, The Goats. De afleveringen gaan over het dagelijkse campusleven met onderwerpen als: football, vrouwen versieren, bier drinken, feesten en ontgroeningen.

## Hoofdrollen
- Alex Moran (Darin Brooks): Een eerstejaarsstudent die reserve-quarterback is voor het americanfootballteam Blue Mountain State. In tegenstelling tot zijn teamgenoten ziet Alex "College Football" niet als een opstap naar de NFL, en is tevreden met het vervullen van zijn rol als reservespeler en een uiteindelijk leven als "gemiddelde man" na zijn afstuderen. Tijdens zijn schooltijd probeert hij zo veel mogelijk plezier te beleven, door dronken te worden en vrouwen te versieren. Hij komt uit Cheyenne in Wyoming.
- Sammy Cacciatore (Chris Romano): De mascotte (Mounty, The Mountain Goat Mascot) van het team, en kamergenoot van Alex, zijn beste vriend. Ook Sammy is constant op zoek naar vrouwen en excuses om te drinken, waardoor hij vaak in komische avonturen belandt. Hij is net als Alex in Wyoming opgegroeid.
- Kevin "Thad" Castle (Alan Ritchson): Een derdejaars linebacker/aanvoerder van het footballteam uit Connecticut. Ondanks zijn status als All American en recordhouder voor de meeste tackles in een wedstrijd (waar hij uiteindelijk uit verwijderd is vanwege het uitschelden van de scheidsrechters voor "butt faces"[2]), wordt Thad gehaat door zijn teamgenoten vanwege zijn pesterijen en koppigheid wanneer dingen niet gebeuren zoals hij ze wil. Zijn vader is overleden in het leger, terwijl hij gestationeerd was in Bosnië, en hij heeft een halfzus waar hij erg beschermend over is. Hij is geneigd naar homo-erotisch gedrag, vooral bij het ontgroenen van nieuwe spelers. Ook gebruikt hij af en toe hondsdolheid om zijn prestaties te verhogen. In een van de afleveringen vertelt hij dat "alleen idioten" steroïden gebruiken, omdat hondsdolheid nog niet te detecteren is in de huidige dopingtests.
- Craig Shilo (Sam Jones III): "National High School speler van het jaar", is de eerstejaars ster van het team. In tegenstelling tot zijn medespelers is Craig een nette jongen, en uitermate trouw aan zijn manipulatieve vriendin Denise. Hij komt uit Columbus, Ohio. Craig Shilo is enkel in het eerste seizoen aanwezig.

## Bijrollen
- Coach Marty Daniels (Ed Marinaro): Zesmaal nationaal kampioen, en de coach met de meeste overwinningen in de geschiedenis van Blue Mountain State. Hij heeft over de jaren 243 keer gewonnen, en verwacht dit jaar meer overwinningen voor zijn doel om het record te breken van Joe Paterno.
- Denise Roy (Gabrielle Dennis): Denise is Craig Shilo's vriendin. Denise is koud en berekenend en onthoudt Craig seks zodat hij beter speelt. Ondertussen gaat ze vreemd om in haar eigen behoeftes te voorzien. Vaak botst ze met Alex Moran, omdat hij door haar façade heen kijkt.
- Larry (Omari Newton): Een derdejaars defensive back, die een "sidekick"-rol speelt van Thad. Ondanks dat de gebeurtenis onbekend is, is het algemeen bekend dat Larry Thad een keer uit de brand heeft geholpen.
- Donny (Rob Ramsay): Een offensive lineman uit een onbekend jaar.
- Harmon Tedesco (James Cade): De kicker van het footballteam.
- Mary Jo Cacciatore: De zus van Sammy. Mary Jo en Alex hebben vanaf het moment dat ze op de universiteit verschijnt een knipperlichtrelatie, omdat Alex wel graag seks met haar wil maar vindt dat hij het niet kan maken tegenover zijn beste vriend en kamergenoot Sammy.
- Travis McKenna gespeeld door Stephan Amell, is de quarterback van The Goats

## Afleveringen

### Seizoen 1
1. It's Called Hazing, Look It Up
2. Promise Ring
3. Pocket Pussy
4. Rivalry Weekend
5. There's Only One Second Best
6. The Drug Olympics
7. The Legend of the Golden Arm
8. LAX
9. Midterms
10. Marathon Monday
11. Ransom
12. Piss Test
13. Bowl Game

### Seizoen 2
1. Controversy
2. The Fingering
3. Born Again
4. Pay for play
5. Pregnant
6. Nerds
7. Debra
8. Vision Quest
9. The Badger
10. Hockey
11. Drunk Tank
12. Trap Game
13. Riot

### Seizoen 3
1. The Captain
2. Dic Pics
3. Thad's back
4. The Peak
5. Training Day
6. Blackout
7. Superstition
8. Fun Facts
9. The C-Word
10. One Week
11. Death Penalty
12. The Corn Field (1)
13. The Corn Field (2)